# Tesla Cybertruck
El Tesla Cybertruck es un vehículo del tipo camioneta pickup eléctrica de 4 puertas y 6 plazas, producido por el fabricante estadounidense Tesla Inc.. Fue presentado en noviembre de 2019. 
El Cybertruck tiene una batería estructural de 816 V nominal, con una capacidad de 123 kWh. Puede cargar hasta una potencia de 350 kW en cargadores que suministren 800 V DC, como el Tesla Supercharger v4. El Cybertruck es el primer vehículo de serie en disponer de todo el sistema eléctrico de baja tensión de 48 V. A diferencia de los sistemas de 12 V, los cables pueden ser más finos para conducir la misma potencia. El cableado reduce su peso un 70 %. Tiene una carrocería del tipo exoesqueleto compuesta por paneles de acero inoxidable de hasta 1.8 mm. que soportan disparos subsónicos de balas de 9 mm. Tiene dirección a las cuatro ruedas por un sistema de drive-by-wire (dirección por cables). Dispone de versiones con tracción a las cuatro ruedas. Puede realizar la carga bidireccional V2H (vehículo a casa) y V2V (vehículo a vehículo). El objetivo de Tesla con el desarrollo del Cybertruck es proporcionar un sustituto sostenible para las 6500 pickups que se vendían cada día en Estados Unidos.
En 2019, a los seis días de su presentación ya tenía 250 000 reservas. En octubre de 2023 Elon Musk afirmó que Tesla tenía un millón de reservas, disponía de capacidad para fabricar 125 000 en 2024 y 250 000 en 2025.
Aunque inicialmente el despliegue de la comercialización estaba prevista para finales de 2021 las primeras entregas se realizaron en diciembre de 2023 y entonces se ofertaron tres versiones: 'Cyberbeast', All Wheel Drive, y Rear-Wheel Drive, con autonomías EPA entre 400 y 550 km y precios entre 60 990 y 99 990 USD. Con la batería opcional Range Extender puede alcanzar una autonomía EPA de 756 km.
Solo está disponible en Norteamérica y se fabrica en Austin, Texas.

## Historia

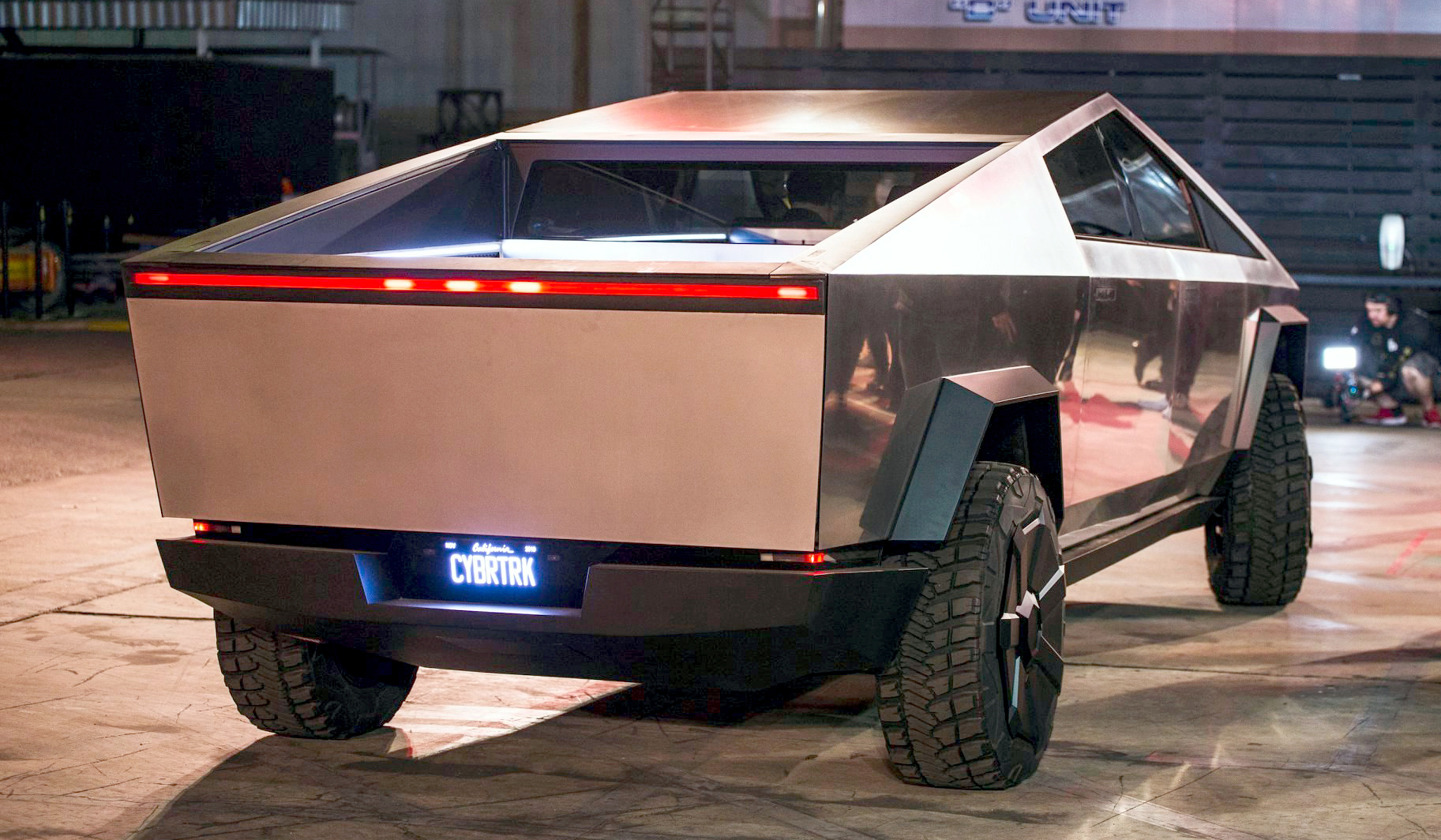
Vista trasera en su presentación.

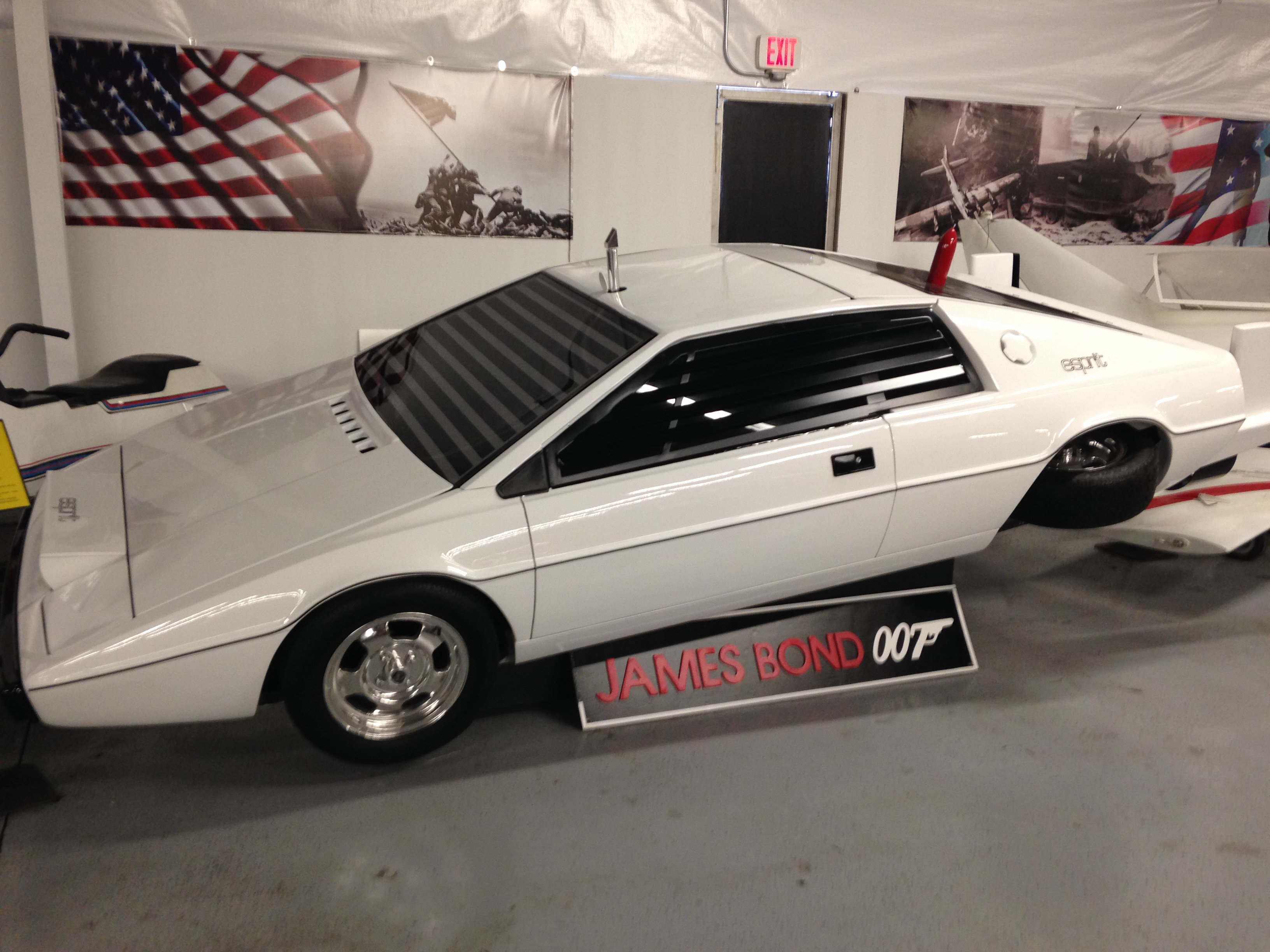
Coche submarino de la película The Spy Who Loved Me que Elon Musk compró en una subasta.

En 2012 y 2013 Elon Musk comentó su deseo de fabricar una camioneta pickup con suspensión autonivelante haciendo comparaciones con la Ford F-250. A comienzos de 2014 Musk predijo que pasarían 4–5 años antes de que comenzara a trabajar en el producto. A mediados de 2016, Musk bocetó el intento de una nueva clase de camioneta pickup y sugirió usar el mismo chasis para una furgoneta y una camioneta pickup. A finales de 2017 se calculó que el tamaño debería ser al menos como una Ford F-150, para permitir un cambio de las reglas de juego. Durante la presentación del Tesla Semi y el Tesla Roadster en noviembre de 2017, se mostró una fotografía parcial del pickup que puede llevar otro pickup. Elon Musk estuvo trabajando en ideas para su fabricación durante casi cinco años.
A finales de 2018 Musk anticipó que tendrían un prototipo para 2019. En marzo de 2019, tras el lanzamiento del Tesla Model Y, Elon Musk distribuyó una imagen de un vehículo con un estilo ciberpunk como salido de la película Blade Runner, con una línea parecida a un futurístico transporte blindado de personal. Se rumoreó que se llamaría Model B.
A mediados de 2019 se anunció que la capacidad de arrastre igualaría y superaría la de una Ford F-150. En junio de 2019, Musk insinuó que el diseño de un vehículo anfibio basado en el que hizo Wet Nellie para el coche submarino en la película de James Bond La espía que me amó podría ser posible. Musk compró en 2013 el coche de Wet Nellie en una subasta de Sotheby's por casi US$1 000 000 (equivalente a $1 308 000 en 2023).
En respuesta a preguntas por la fecha de presentación, Musk dijo a finales de julio de 2019 que sería a finales de 2019. La presentación se fijó para el 21 de noviembre de 2019 en el Tesla Design Studio, próximo al cuartel general de SpaceX en Los Ángeles—el mismo mes, año y ubicación en que la película Blade Runner se localizaba.
Personas claves en el diseño y fabricación del Cybertruck:
- Lars Moravy. VP Vehicle Engineering. Ingeniería de vehículo.
- Franz Von Holzhausen. Design Executive. Director de diseño.
- Drew Baglino. Powertrain & Energy Engineering. Ingeniería de energía y motores.
- Pete Bannon. Director, Low Voltage. Bajo voltaje, electrónica y aparatos para AutoPilot.
- David Lau. Software Engineering. Ingeniería de software.[40]

## Características

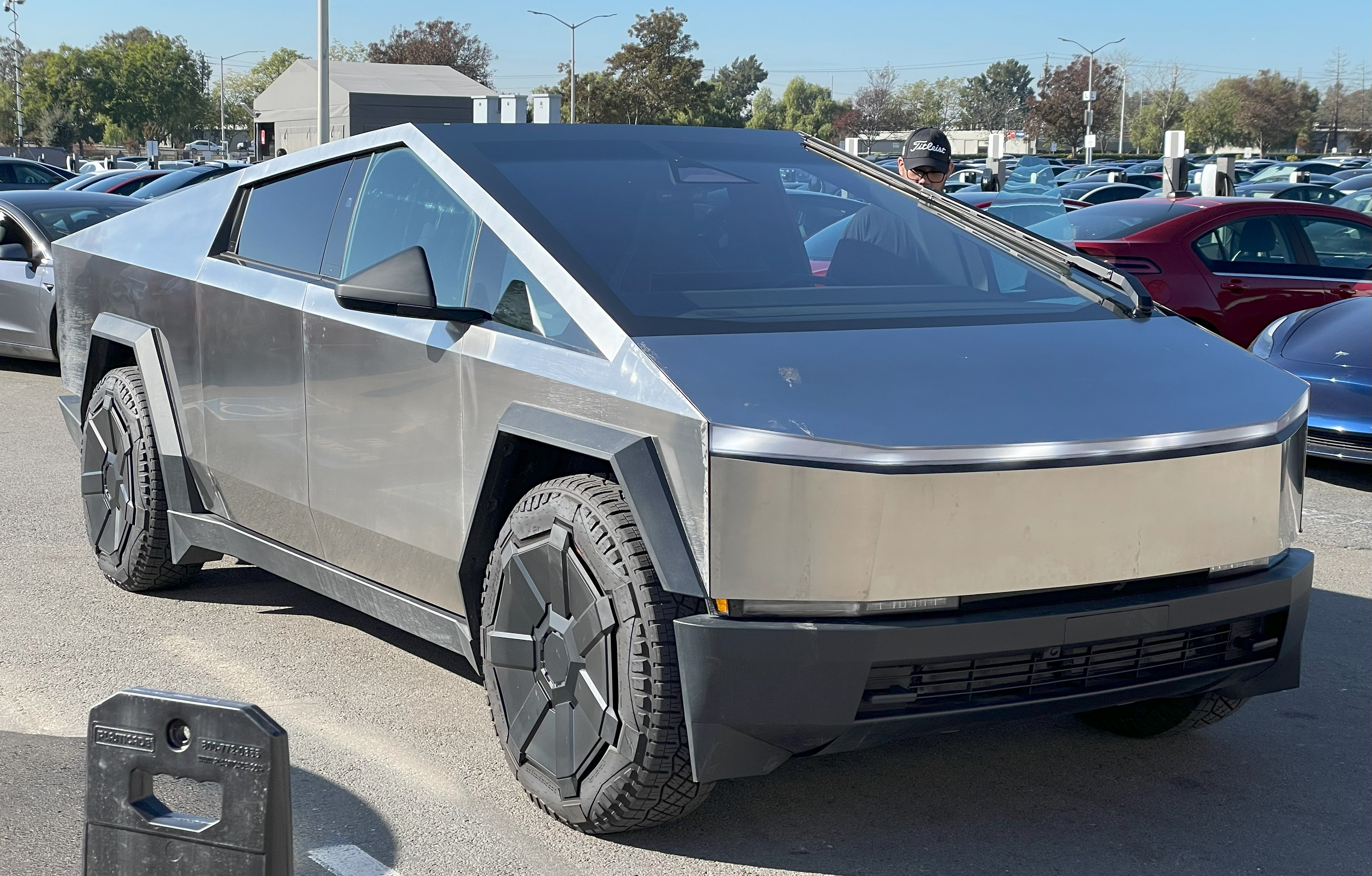
Cybertruck. Fremont. Noviembre de 2023.

El Cybertruck es un producto verticalmente integrado en Tesla, ya que fabrica la batería, los motores, el software, gran parte del hardware y equipamiento, además de contar con supercargadores, tiendas y talleres propios.

### Interior
El interior del prototipo presentado el 21 de noviembre de 2019 tenía una pantalla central de 17 pulgadas (43,2 cm) en sentido horizontal, que en el modelo de producción aumentó hasta las 18,5 pulgadas (47,0 cm). Puede acomodar a seis pasajeros en dos bancadas. El asiento central delantero se puede abatir y convertir en apoyabrazos. El volante del prototipo era similar a los usados en aviación (yoke) y tenía la circunferencia partida. En el modelo de producción es un volante oblongo con las partes superior e inferior rectas.
En el interior dispone de tiras luminosas led de ambiente a las que se puede cambiar de color desde la pantalla.
Para los pasajeros traseros hay una pantalla de 9,4 pulgadas (23,9 cm). El sistema de audio tiene 15 altavoces, incluyendo 2 subwoofers.
Dispone de dos cargadores inalámbricos para teléfonos.
Incorpora un filtro HEPA y la función Bioweapon Mode que filtra el 99.97 % de las partículas en el aire.
Todo el techo es de cristal tintado con filtros infrarrojos y ultravioletas. Los cristales acústicos "Gorilla Glass" soportan golpes como el de una pelota de beisbol lanzada a 70 mph (113 km/h) y granizo de clase 4.
Junto al volante no dispone de palancas de intermitentes o de limpiaparabrisas. Esas funciones se realizan desde los botones hápticos incorporados al volante.
En el centro del volante está la bocina.
En la parte central y junto al techo de cristal hay unos botones táctiles de selección de marchas y el botón de luces de emergencia. El cambio de marchas también se puede hacer en la pantalla táctil de 18.5 pulgadas.
La guantera está motorizada y tiene forma de cajón.
Las puertas traseras tienen una apertura de 92 grados por lo que el acceso a las plazas traseras es excelente.
Los asientos traseros se pueden plegar hacia arriba para poder transportar objetos grandes en el habitáculo. Dos de los asientos traseros están calefactados. Cuando se cierra la persiana de la caja automáticamente se muestra la vista de la cámara trasera en la pantalla central.

### Diseño

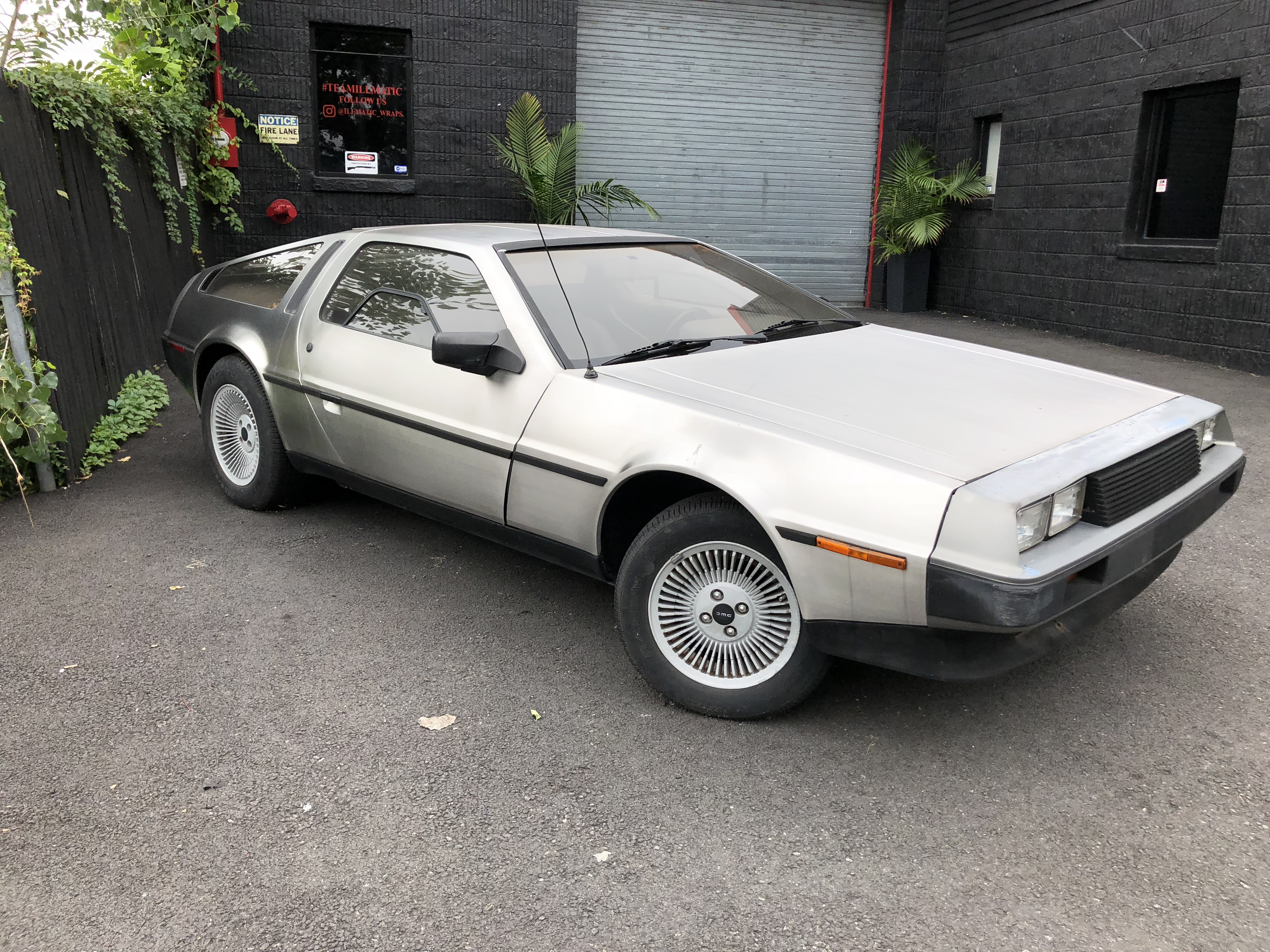
DMC DeLorean fabricado en acero inoxidable.

El jefe de diseño fue Franz von Holzhausen, que también lo había sido para el Tesla Model S, Tesla Model 3, Tesla Model Y y Tesla Semi.
El planteamiento fue diseñar desde cero una camioneta eléctrica, desde los primeros principios y dentro de las leyes de la física. Todas las camionetas basaban su publicidad en la dureza de los vehículos. Si querían uno más duro tendrían que buscar el material más duro para esa aplicación: el acero inoxidable. Como había decenas de aleaciones para acero inoxidable los ingenieros de materiales de Tesla crearon una nueva aleación de acero inoxidable, no magnético y con alta resistencia a la corrosión. Sin embargo, el acero inoxidable no se puede prensar como las chapas de acero en automoción para crear las curvas de la carrocería. Si querían usar acero inoxidable tendrían que hacer un diseño sin curvas, que llevó al diseño anguloso del Cybertruck, donde el material y la función determinan su diseño. La forma es el resultado de la función. El acero inoxidable solo se puede doblar en una dirección y solo en línea recta.
En 90 días fabricaron un prototipo que resultó ser demasiado grande y redujeron sus medidas un 5 % para el modelo de producción.
En la presentación del vehículo Elon Musk mostró fotografías de varias décadas en las que las camionetas pickup eran muy parecidas entre sí y enfatizó que el Cybertruck era algo completamente diferente.

#### Exterior
El Cybertruck usa una construcción monocasco (unibody) denominada exoesqueleto, como los automóviles, en contraste con el cuerpo sobre chasis que es típica de las camionetas pickup, ya que el chasis del vehículo interferiría con el paquete de baterías bajo el suelo.
En su solicitud de patente de 2021 Tesla aclaró que el vehículo incluye un armazón interno, pero afirmó que los paneles exteriores sirven de soporte de al menos un componente, como parabrisas, bisagra, tirador, tornillo, motor o panel interior, y que también proporciona protección para los impactos laterales. 
La estructura de la carrocería no tiene suelo, ya que es el paquete de baterías el que proporciona el suelo al habitáculo. Tesla ya empleaba esta técnica en el Tesla Model Y, en el que montaba los asientos delanteros sobre la batería y luego instalaba el conjunto desde abajo del vehículo. Esto reducía los costes de ensamblado.
El acero inoxidable tiene una aleación especial desarrollada por Tesla en colaboración con Aperam
que también usa SpaceX en su cohete Starship, ya que distribuye las tensiones por igual y permite un mayor volumen interior Tesla lo llama jocosamente acero HFS (Hard Fucking Steel, acero jodidamente duro).
Los diseños preliminares del Cybertruck usaban titanio para los paneles exteriores, pero se cambiaron a acero inoxidable por su resistencia adicional.
El Tesla Cybertruck es el único vehículo de serie fabricado masivamente en acero inoxidable desde el DMC DeLorean, del que se fabricaron unas 9 000 unidades entre 1981 y 1982 y se hizo famoso por aparecer como una máquina del tiempo en las películas de Back to the Future.
Las láminas de acero inoxidable exteriores son resistentes a balas de hasta 9 mm. a velocidades subsónicas.
Emplea láminas de acero inoxidable con aleaciones de cromo-níquel no magnético a las que se da forma en frío ya que no puede ser prensado como los paneles de los vehículos convencionales. El acero inoxidable viene en rollos y se tiene que aplanar con unas máquinas especialmente diseñadas. Luego se corta con láser con una tolerancia inferior a 30 micras (micra: una milésima de milímetro: 1 µm = 0,001 mm = 1 × 10-3 mm. El diámetro del cabello humano va de 70 a 80 µm.). Esto era la primera vez que se hacía en el mundo, ya que en la industria se trabajaba en los cortes láser con tolerancias de 1 mm. Tesla colaboró con el fabricante para desarrollar la máquina de corte láser con mejores tolerancias. Tesla emplea grosores de 1.8 mm para las puertas y para el resto emplea láminas de 1.4 mm. Inicialmente Tesla iba a usar grosores de 2.53 mm, pero tras mejorar la aleación consiguió las mismas propiedades de dureza y ductilidad con un menor grosor. La parte interna de la puerta se prensa en acero inoxidable con unas matrices de aleación de aluminio y bronce. La parte interna se une a la parte externa mediante soldadura láser. Tesla consigue un aprovechamiento del 80 % del material.
Los paneles solo se pueden doblar en líneas rectas,  por lo que resulta un diseño facetado poligonal al estilo del origami.
Tesla desarrolló las máquinas para doblar las láminas de acero inoxidable mediante aire a alta presión (airbending), de manera que la prensa no tiene contacto con la lámina y por tanto no deja marca de la prensa en la chapa. La chapa doblada tiene tendencia a volver hacia atrás y a veces hay que volverla a doblar hasta alcanzar las especificaciones.
La carrocería con grandes piezas de acero inoxidable, la batería estructural y los dos enormes gigacastings le proporcionan una gran rigidez torsional. En 2023 una Ford Maverick tenía 4400 Nm/dg, un Porsche 911 tenía 39 000 Nm/dg y el Cybertruck tenía 43 200 Nm/dg.
Tesla afirmó que el material es tan duro que no necesitó colocar vigas para impactos laterales dentro de las puertas.
En la fabricación del Cybertruck se eliminó todo el costoso proceso de pintura.
El acero inoxidable ultra-duro reduce las abolladuras, rayas y la corrosión a largo plazo. Las reparaciones son más rápidas y simples.
En las puertas no dispone de manillas de apertura. Para eso tiene un botón que al presionarlo abre la puerta unos centímetros hacia afuera presentándola al usuario. Tesla afirmó que el botón funcionaría hasta con 0,5 pulgadas (13 mm) de hielo encima.
Las puertas no tienen marcos para los cristales. No tiene sensores ultrasónicos para aparcar ya que obtiene la medida a los objetos cercanos mediante el procesamiento de las imágenes de las cámaras.
En la parte delantera dispone de un maletero delantero (frunk) de apertura motorizada donde caben dos maletas de cabina de avión. Es el primer modelo de Tesla en tener un frunk motorizado.
Sobre el frunk hay una tira de luz horizontal que cubre todo el ancho del vehículo. Los faros tienen muy poca altura y están entre el frunk y el paragolpes delantero. En el paragolpes delantero hay una cámara de ayuda al aparcamiento.
El parabrisas delantero es de los más grandes en un vehículo de serie. Es prácticamente plano, salvo en los laterales donde se curva ligeramente para evitar resonancias aerodinámicas. Tesla trabajó con su suministrador para crear una nueva línea de fabricación.
El Cybertruck iene un limpiaparabrisas enorme de un brazo de 4 pies (122 cm). Por dentro lleva el líquido limpiaparabrisas a presión y lo pulveriza por 10 agujeros a lo largo del brazo.
Los retrovisores exteriores son fácilmente removibles para mejorar la aerodinámica y la autonomía. En 2023 los reguladores norteamericanos no permitían la venta de vehículos sin retrovisores exteriores.
El diseño robusto a prueba de balas de pequeño calibre a velocidades subsónicas lo hacen atractivo para su uso por las fuerzas armadas y cuerpos de seguridad.
| Arma       | Calibre         | Velocidad de la bala            | Daños                                                                     |
| ---------- | --------------- | ------------------------------- | ------------------------------------------------------------------------- |
| Tommy Gun  | 0.45            | 835 pies por segundo (255 m/s)  | Abolladuras                                                               |
| MP5-SD     | 9 mm            | 950 pies por segundo (290 m/s)  | Abolladuras                                                               |
| Glock      | 9 mm            | 1100 pies por segundo (335 m/s) | Abolladuras                                                               |
| M4 Shotgun | 00 Buck 8.38 mm | 1200 pies por segundo (366 m/s) | Abolladuras y agrietamiento de cristal por dos disparos en el mismo punto |

Es coeficiente aerodinámico Cd es de 0.335 con las ruedas girando. Está por debajo del Lexus GX (0.35) y del Bugatti Chiron (0.35).

### Motores
Usa nuevos motores eléctricos de 800 V. Para simplificar los componentes solo usan un rotor de motor de imán permantente, un rotor para motor de inducción, un inversor y una transmisión de una marcha. Con esos componentes configuran tres arquitecturas: un motor, dos motores y tres motores. Van desde 303 HP (226 kW) a 845 HP (630 kW).
La versión dual motor AWD usa un motor de imán permanente en el eje trasero con una potencia máxima de 303 HP (226 kW) y un motor eléctrico de inducción en el eje delantero con una potencia máxima de 297 HP (221 kW) totalizando 600 HP (447 kW).
La versión tri-motor Cyberbeast usa un motor de imán permanente en el eje delantero  y dos motores eléctricos de inducción de 276 HP (206 kW) en el eje trasero, totalizando 845 HP (630 kW).
Los motores de imán permanente son más caros y requieren tierras raras en su fabricación.
El motor de imán permanente es el que funciona siempre. Los motores de inducción se desconectan cuando el vehículo está en velocidad de crucero y solo se activan cuando se precisa más potencia. Los motores de inducción pueden desactivarse sin pérdidas y sin utilizar elementos mecánicos como embragues.
Las versiones dual motor y tri-motor disponen de dos bloqueos de diferencial (Diff Locks), uno en cada eje, para poder salir de situaciones complicadas en caminos.
Dispone de vectorización de par (torque vectoring). El control de deslizamiento (slip control) se hace mediante procesamiento dentro del motor eléctrico para conseguir una respuesta más inmediata.
Los motores son del tipo hairpin motor. Las espiras tienen una sección cuadrada en lugar de circular, que los hace más eficientes.
El rotor es más pequeño que el de un Model 3. La ratio de la caja es de 15:1.

### Electrónica
Los circuitos impresos PCB son más compactos al usar la arquitectura de 48 V, ya que reducen la corriente y las pérdidas. Los disipadores de calor son más pequeños. Tesla tenía amplificadores de audio separados, pero con el Cybertruck fue capaz de integrarlos en otros componentes. El audio del sistema multimedia circula bidireccionalmente por Ethernet, se procesa para realizar cancelación de ruido y se distribuye a los altavoces, por lo que no hay cables de audio específicos hacia los altavoces.
El nuevo sistema de conversión de potencia PCS2 está montado en superficie mediante un sistema de reflujo (reflow) y no tiene componentes con agujeros. Consiguieron doblar la eficiencia volumétrica de la densidad de potencia, y un aumento del 50 % de la densidad de potencia gravimétrica. El sistema PCS2 puede suministrar 11.5 kW de potencia continua bidireccional en el puerto de carga. El PCS2 dispone de 3 kW a 48 V.
Tesla siguió aumentando el porcentaje de los controladores diseñados internamente por Tesla y alcanzó el 85 % en el Cybertruck. Esto facilita su reprogramación y las actualizaciones de software.
| Porcentaje de controladores diseñados por Tesla en sus vehículos                             |
| -------------------------------------------------------------------------------------------- |
| 10 20 30 40 50 60 70 80 90 100 Model S Model X Model 3 Model Y Cybertruck Próxima generación |

Para el circuito de baja tensión el Cybertruck usa una batería de iones de litio, en lugar de plomo-ácido.
Siguiendo a otros vehículos de Tesla, el Cybertruck usa fusibles electrónicos, que tienen las siguientes ventajas frente al sistema tradicional de fusibles y relés:
- El tiempo de respuesta a un fallo es menor de 1 milisegundo, frente a segundos de los tradicionales.
- No tienen partes móviles como los relés.
- El control y diagnóstico es mucho más fino.
- Son reiniciables por firmware o software. Los fusibles tradicionales fundidos hay que cambiarlos.[65]

### Gigacastings
Dispone de dos gigacastings diseñados con un nuevo sistema CFD (Computational Fluid Dynamics) que identifica los lugares óptimos para colocar los nervios, que aparecen ser más orgánicos y curvados y no tienen las clásicas formas cuadradas o poligonales. Esto favorece el flujo del aluminio líquido en el proceso de fabricación. Así se pueden usar prensas más pequeñas. Los gigacastings son piezas enormes de fundición de una aleación de aluminio desarrollada por Tesla, que sustituyen a cientos de piezas en la parte delantera y en la parte trasera. Además eliminan numerosos procesos de suministro, soldadura y pegado de piezas, por lo que se reduce la superficie de trabajo en la planta de montaje y por tanto los costes.
El gigacasting delantero lo fabrica una prensa con presión máxima de 6500 toneladas, mientras que el trasero lo hace otra prensa con presión máxima de 9000 toneladas. Tesla integró el diseño de la pieza con el diseño de la herramienta y así consiguió realizar gigacastings enormes con unas presiones inferiores. El gigacasting delantero se puede fabricar en la misma prensa en la que se fabrican los gigacastings del Tesla Model Y. Las nervaduras aumentan su grosor a medida que se acercan al habitáculo para ofrecer una mayor protección en caso de accidente.
Los gigacastings junto a la batería estructural y el exoesqueleto de acero inoxidable proporcionan al vehículo una extraordinaria rigidez torsional. En 2023 una Ford Maverick tenía una rigidez torsional de 4400 Nm/dg, un Porsche 911 tenía 39 000 Nm/dg y el Cybertruck tenía 43 200 Nm/dg.

### Especificaciones
| Especificación/Modelo               | Especificación/Modelo               | Rear-wheel drive        | Dual-motor AWD                    | Tri-motor AWD "Cyberbeast"        |
| ----------------------------------- | ----------------------------------- | ----------------------- | --------------------------------- | --------------------------------- |
| Autonomía EPA est.                  | sin Range Extender                  | 250 mi (402 kilómetros) | 340 mi (547 kilómetros)           | 320 mi (515 kilómetros)           |
| Autonomía EPA est.                  | con Range Extender                  |                         | 470 mi (756 kilómetros)           | 440 mi (708 kilómetros)           |
| Aceleración 0 to 60 mph (0-97 km/h) | Aceleración 0 to 60 mph (0-97 km/h) | 6.5 s                   | 4.1 s                             | 2.6 s                             |
| Velocidad máxima                    | Velocidad máxima                    | 112 mph (180 km/h)      | 112 mph (180 km/h)                | 130 mph (209 km/h)                |
| Rendimiento                         | Potencia                            |                         | 600 caballos (447,4 kW; 608,3 CV) | 845 caballos (630,1 kW; 856,7 CV) |
| Rendimiento                         | Par motor máximo                    |                         | 7435 lb·pie (10 081 N·m)          | 10 296 lb·pie (13 960 N·m)        |
| Capacidad                           | Carga                               |                         | 2500 lb (1134 kg)                 | 2500 lb (1134 kg)                 |
| Capacidad                           | Arrastre                            | 7500 lb (3402 kg)       | 11 000 lb (4990 kg)               | 11 000 lb (4990 kg)               |
| Peso                                | Peso                                |                         | 6603 lb (2995 kg)                 | 6843 lb (3104 kg)                 |
| Disponibilidad                      | Disponibilidad                      | 2025                    | 2024                              | 2024                              |

### Suspensión, chasis y dirección

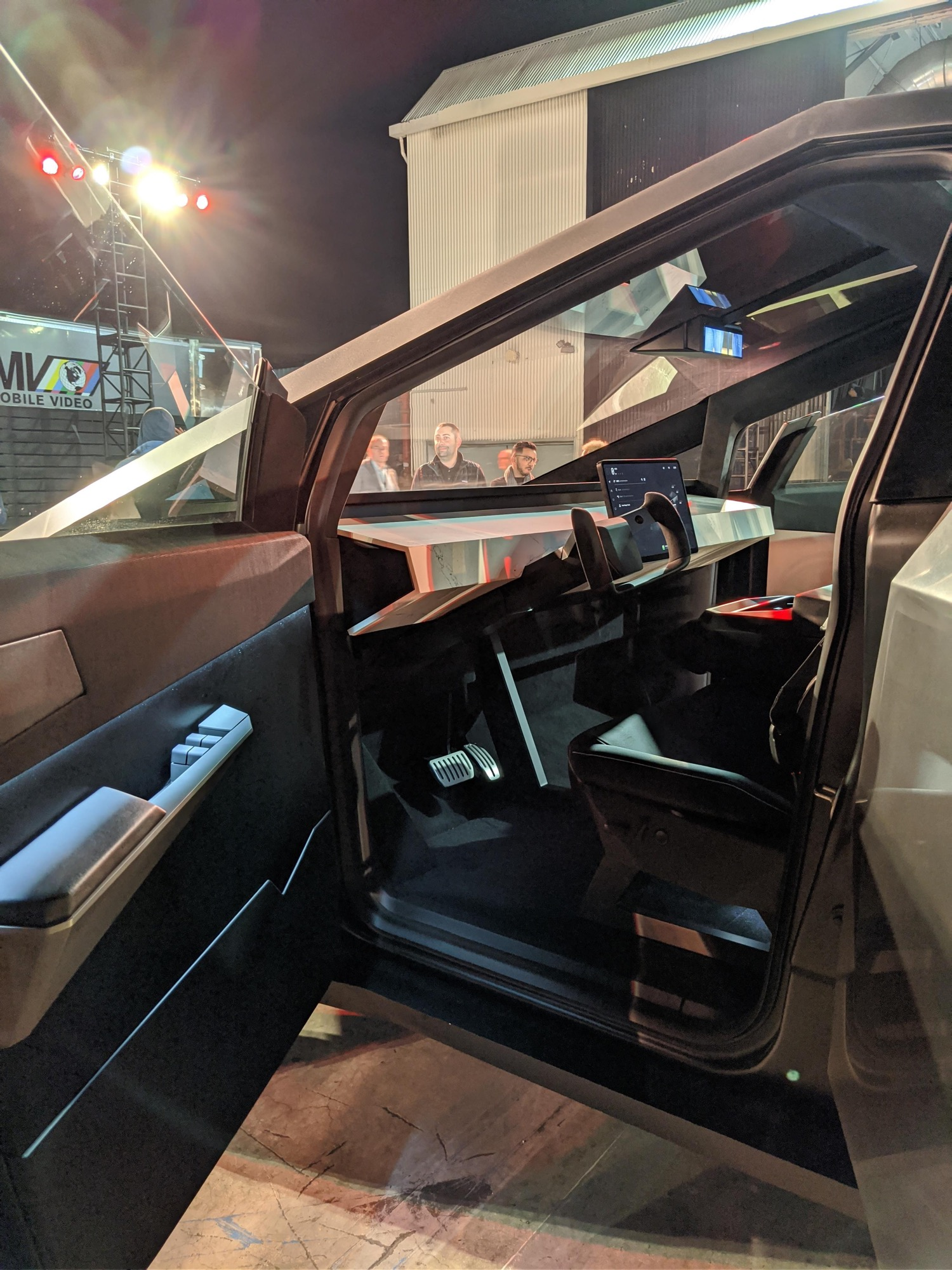
Vista interior de un prototipo en 2019.

El Cybertruck dispone de una suspensión neumática activa. Es autonivelante para compensar la carga variable. Puede alcanzar hasta 17,44 pulgadas (44,3 cm) de altura sobre el suelo, con 35 grados y 28 grados de entrada y salida respectivamente.
La altura máxima al suelo era mayor que sus competidores: Hummer EV 16 pulgadas (40,6 cm), Rivian R1T 14,9 pulgadas (37,8 cm), Silverado EV 10,7 pulgadas (27,2 cm), Ford F-150 Lightning 8,9 pulgadas (22,6 cm).
Los bajos de la carrocería son planos.
La suspensión adaptativa ofrece un recorrido de 12 pulgadas (30,5 cm). Tiene control independiente de las válvulas de compresión y extensión, que están conectadas al bucle de comunicación Ethernet con una respuesta de 10 ms.
Dispone de un depósito de 17.4 litros donde comprime 420 litros de aire.
El modo de altas prestaciones se llama Beast Mode (modo bestia) y cuando se selecciona automáticamente baja el morro y sube la trasera. Para caminos dispone del Modo Overland y Modo Baja. El freno regenerativo tiene el modo Standard y High. No se puede desactivar el freno regenerativo. El software modifica la potencia del freno regenerativo según la carga que arrastre el vehículo.
De serie trae ruedas de 20 pulgadas con llantas de aleación. Dispone de unos tapacubos de plástico con elementos de goma en el exterior que protegen las llantas de los bordillos. Los tapacubos aerodinámicos reducen las turbulencias del aire y aumentan la autonomía. Los tapacubos llevan siete radios simulados y no tienen líneas curvas para no desentonar con las líneas rectas de la carrocería.

### Autonomía, batería y carga
Dual motor AWD tiene una autonomía EPA calculada de 340 mi (547 kilómetros), mientras que el Cyberbeast dispone de 320 mi (515 kilómetros). El Cybertruck RWD tiene una autonomía EPA de 250 mi (402 kilómetros).
El Cybertruck tiene una batería estructural de 816 V nominal, 150 Ah con una capacidad de 123 kWh y puede cargar hasta una potencia de 350 kW en cargadores que suministren 800V DC, como el Tesla Supercharger v4.
El paquete de baterías funciona como un miembro estructural y está compuesto de 1366 celdas 4680 de la segunda generación, que Tesla diseñó, desarrolló y fabricó internamente. La segunda generación alcanza un 9 % más densidad energética.
Dada una densidad energética de 170 Wh/kg para el paquete completo, el paquete de baterías completo pesa unos 723 kg (1594 libras).
En los postes de carga 400V DC, como los Superchargers anteriores, se divide en dos subbaterías de 400V para cargar de forma nativa sin conversiones de potencia internas, a una potencia máxima de 250 kW.
Hasta 128-136 mi (206-219 km) de autonomía se pueden reponer en 15 minutos de carga en el tri-motor o dual motor respectivamente.
El cargador de a bordo puede aceptar una potencia de coriente alterna AC de 11.5 kW.

#### Range extender
Las versiones dual motor y tri-motor se pueden pedir con un extensor de autonomía (range extender) opcional que añade una batería de 50 kWh al vehículo. La batería ocupa aproximadamente un tercio de la caja de carga y aumenta la autonomía en 120-130 mi (193-209 km).
Va dirigida a vehículos que hagan viajes largos o tengan que arrastrar remolques. Su precio en 2023 era de 16 000 USD.

### Tesla Powershare
El Cybertruck es el primer vehículo de Tesla en ofrecer la carga bidireccional.
Suministra hasta 9.6 kW de potencia continua AC vehicle-to-load (V2L) a cinco enchufes convencionales:
- Dos enchufes 120 V 20 A (NEMA 5-20) en la caja.
- Un enchufe 240 V 40 A (NEMA 14-50) en la caja.
- Dos enchufes 120 V 20 A (NEMA 5-20) en la cabina.

Además, el Cybertruck soporta hasta 11.5 kW AC para vehicle-to-home (V2H), o carga de otro vehículo vehicle-to-vehicle (V2V).
Para habilitar la carga bidireccional a una casa se requiere un Tesla Wall Connector y un Tesla Gateway o Tesla Powerwall.
En un apagón el Cybertruck podría suministrar electricidad a una casa durante 3 días a razón de 30 kWh/día.

### Sistema eléctrico de 48 V
En 1955 la industria automovilística pasó de usar una arquitectura de baja tensión de 6 V a 12 V. Durante décadas la industria trató de cambiar la arquitectura a 48 V y de forma aislada se vieron muy pocos componentes de 48 V. Pero debido a enormes resistencias y disfunciones, ni los fabricantes de automóviles ni los suministradores de componentes pudieron realizar el cambio.
| Arquitectura de baja tensión en automoción Intensidad de corriente (Amperios)                               |
| --- |
| 50 100 150 200 250 300 1900 1910 1920 1930 1940 1950 1960 1970 1980 1990 2000 2010 2023 - 6 V - 12 V - 48 V |

Elon Musk declaró que el cambio de arquitectura a 48 V implicaba que solo necesitaban un 25 % del cobre que necesitaba un vehículo a 12 V. Cada vehículo usa decenas de kilos de cobre, llegando el Tesla Model S a usar 82 kg en 1600 metros de cables. Tesla tenía el objetivo de producir 20 millones de vehículos para 2030, para los que necesitaría 1 820 000 toneladas de cobre si usara la arquitectura de 12 V. Si en todos sus vehículos usara la arquitectura de 48 V se ahorraría 1.3 millones de toneladas de cobre para fabricar el mismo número de vehículos.
A partir del Cybertruck Tesla implementó la arquitectura de 48 V en sus siguientes vehículos.
En 2023 Tesla envió a todos los CEO de los principales fabricantes de automóviles un documento titulado "How To Design a 48-Volt Vehicle" (Cómo diseñar un vehículo a 48 V) para animarlos a realizar el cambio a un sistema de 48 V.
{\displaystyle Potencia=Voltaje\ x\ Corriente\,}
{\displaystyle Potencia=4(Voltaje)\ x\ {\frac {1}{4}}(Corriente)\,}
{\displaystyle PotenciaPerdidaPorCalor=Corriente^{2}\ x\ Resistencia\,}
{\displaystyle {\mathit {P{\acute {e}}rdidasPorCalor}}=\left({\frac {1}{4}}\right)^{2}={\frac {1}{16}}\longrightarrow {\begin{Bmatrix}menos\ peso\\menos\ coste\\menos\ complejidad\end{Bmatrix}}\,}
{\displaystyle Ejemplo\ para\ un\ motor\ de\ 2\&nbsp;kW}
{\displaystyle {\begin{array}{lccr}\ulcorner &12V&a&167.7A&\urcorner \\4x&&&&{\frac {1}{4}}x\\\llcorner &48V&a&41.7A&\lrcorner \end{array}}\,}

### Dirección por cable steer-by-wire

Dirección por cable steer-by-wire en un Tesla Cybertruck

El principal beneficiario del sistema de 48 V es la conducción por cable steer-by-wire. El Cybertruck es el primer vehículo de producción en el que no hay conexión física entre el volante y las ruedas. El sistema que usaba Nissan todavía tenía una columna de dirección como respaldo de seguridad.
En la conducción por cable las ruedas delanteras las mueven dos motores eléctricos redundantes en la cremallera de la dirección, mientras que las ruedas traseras se mueven con un tercer motor eléctrico. En el Cybertruck los tres motores son iguales y suman una potencia de 5 HP (4 kW) que si funcionaran a 12 V necesitarían conducir 300 A por unos cables muy gruesos.
El volante está conectado a sensores y a un motor eléctrico de retroalimentación de fuerza para que el conductor sienta cierta resistencia en el volante.
No hay conexión directa entre el volante y las ruedas. En el volante hay un motor con sensores que detecta el ángulo de giro. En cada rueda delantera hay un actuador (motor eléctrico que mueve linealmente una barra). En el eje trasero hay un actuador para las dos ruedas traseras. Los 3 actuadores suman una potencia de 5 HP (4 kW).
Con el vehículo apagado se puede mover el volante hasta 170 grados en cada sentido sin que las ruedas se muevan.
Los fabricantes soñaron durante décadas con fabricar un sistema completo de dirección por cable steer-by-wire. El sistema de Nissan tenía un sistema físico de respaldo. Dependiendo de la velocidad del vehículo y otros parámetros, el ordenador decide los ángulos de giro de las ruedas delanteras y traseras, de manera que todas las maniobras se realizan con un giro de volante de 170 grados como máximo en cada sentido. El conductor no necesita despegar las manos del volante en ninguna maniobra. Los sistemas son dos o tres veces redundantes, de modo que cuando falle un componente el sistema pueda seguir funcionando con seguridad. El radio de giro es de 17,5 pies (5 m), excepcionalmente bajo para un vehículo de esas dimensiones y comparable al de un Tesla Model S. El mapeo de los ángulos de giro se puede cambiar mediante actualizaciones de software remotas (OTA).
A velocidades inferiores a 45 millas por hora (72 km/h) las ruedas traseras giran lateralmente hasta 10 grados al lado contrario de las delanteras. Entre 40 millas por hora (64 km/h) y 50 millas por hora (80 km/h) está la fase de transición en la que las ruedas traseras giran lateralmente en sintonía con las delanteras dando una estabilidad añadida, por ejemplo, cuando se cambia de carril.
Es una dirección computerizada ya que es el ordenador quien decide cuántos grados gira cada rueda.
El Cybertruck es el primer vehículo de serie en disponer de todo el sistema eléctrico de baja tensión de 48 V. A diferencia de los sistemas de 12 V, los cables pueden ser más finos para conducir la misma potencia. El cableado del vehículo reduce su peso un 70 % con un gran ahorro de costes.

### Caja (cofre)

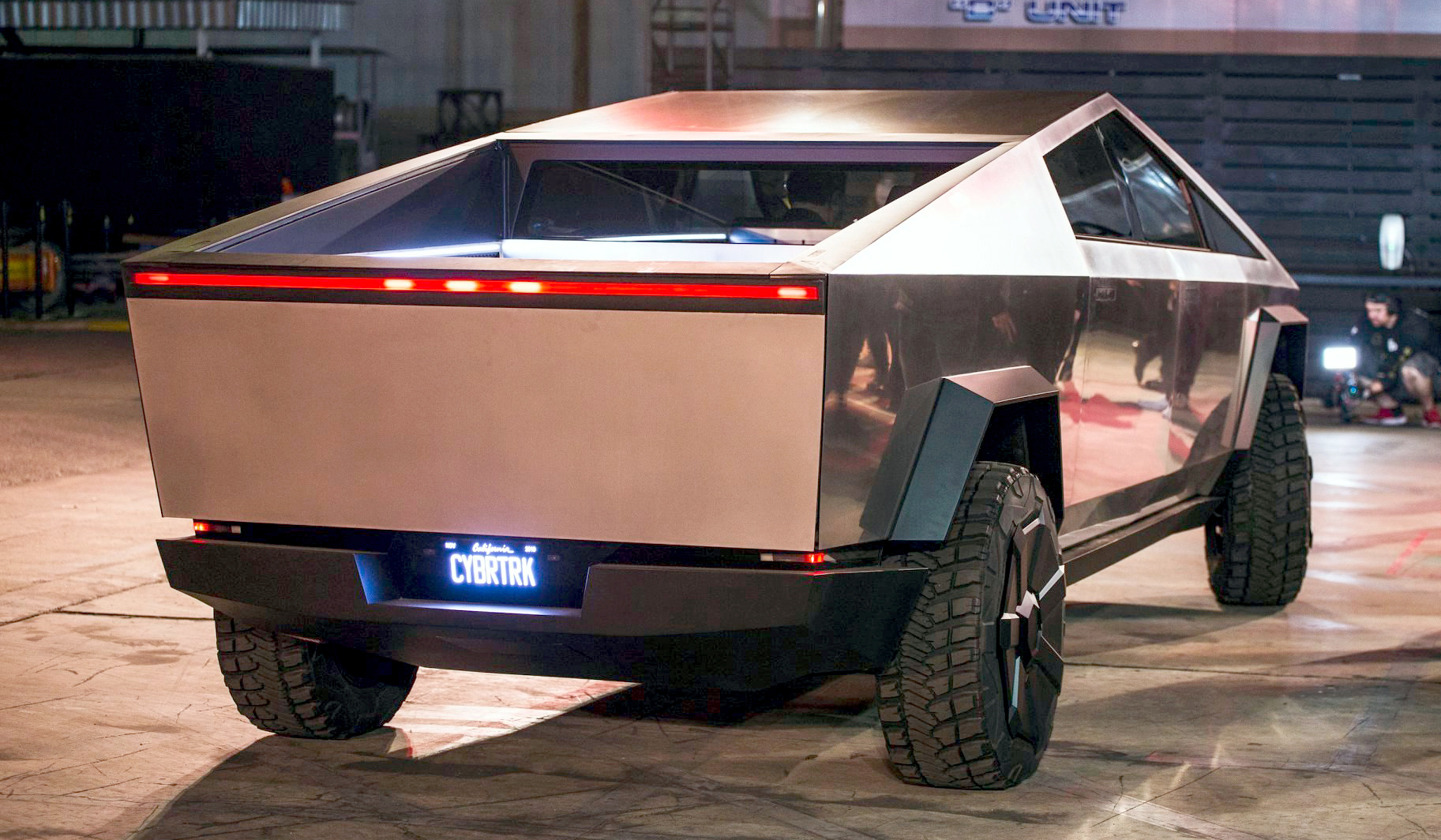
Vista posterior en un prototipo de 2019.

La caja tiene una longitud de 72 pulgadas (182,88 cm) y una anchura de 48 pulgadas (121,92 cm) .
Permite transportar paneles de 4 pies (121,92 cm) por 8 pies (243,84 cm) con el portón trasero abajo.
Dispone de una persiana motorizada enrollada que cierra la caja con una capacidad de 67 pies cúbicos (1897,2 L). La persiana desplegada puede soportar un peso de hasta 300 lb (136 kg).
La cubierta motorizada del tipo persiana cuando está cerrada mejora la aerodinámica del vehículo en hasta un 10 %.
Tesla llama cofre a este espacio cerrado por la seguridad adicional que proporciona.
La caja tiene las paredes laterales inclinadas.
Cuando la persiana está cerrada, cubre la ventana trasera bloqueando la visibilidad trasera. La imagen de la cámara trasera se muestra automáticamente en la pantalla central de 18.5 pulgadas cuando la persiana está desplegada.
En la caja dispone de tiras de luces led para la iluminación de la zona de carga. Bajo el suelo hay un hueco de almacenamiento con desagüe (smugglers bay) para que pueda usarse para poner hielo y refrigerar bebidas. En la caja hay enchufes de 120 V y 240 V AC.
El interior de la caja está fabricado de un material compuesto "sheet-molded composite" (SMC). En los dos laterales longitudinales dispone de unos carriles L-track para anclaje de la carga.
De serie no trae rueda de repuesto, pero se puede comprar como accesorio.
En la caja hay un hueco para colocar el abridor de botellas que Tesla vende como accesorio.
Una salida de aire comprimido para herramientas neumáticas es opcional.
El portón de la caja se puede liberar de forma remota, pero se cierra de forma manual.
El prototipo presentado disponía de una rampa que se desplegaba hasta el suelo y que facilitaba la carga. La rampa no está disponible en las unidades de producción. Tesla ofrece como accesorio una rampa estrecha que permite subir motocicletas a la caja.

### Arrastre
Durante el evento de primeras entregas se resaltó la aceleración del Cybertruck con un video de una «drag race» (carrera de 400 metros en carriles paralelos) en la que el Cybertruck arrastrando un remolque con un Porsche 911 ganó a un Porsche 911 (posiblemente un Carrera T de 379 HP). Tesla afirmó que era capaz de acelerar de 0 a 60 millas por hora (97 km/h) en 2.6 segundos y cubrir 0,25 millas (402 m) en menos de 11 segundos. 
En diciembre de 2023 Tesla presentó un video en el que se comparaba la capacidad de arrastre de cuatro camionetas pickup. En una pista de tierra arrastraban un trineo especial de 35 000 lb (15 876 kg) en el que un gran peso se mueve hacia delante aumentando la presión de una enorme plancha sobre la tierra por lo que cada segundo es más difícil arrastrarlo. La pista estaba marcada hasta 300 pies (91 m) porque ningún vehículo había superado esa distancia. El Cybertruck superó esa distancia y tuvo que girar para no chocar contra la valla lateral. En los arrastres los vehículos más pesados suelen conseguir mejores rendimientos. Sin embargo, en esta prueba el vehículo más ligero era el Cybertruck.
| Vehículo              | Motores              | Tara              | Capacidad de arrastre | Distancia arrastrada | Gráfica |
| --------------------- | -------------------- | ----------------- | --------------------- | -------------------- | ------- |
| Ford F-150 Lightning  | 2 motores eléctricos | 6973 lb (3163 kg) | 8500 lb (3856 kg)     | 207 pies (63 m)      |         |
| Rivian R1T            | 4 motores eléctricos | 7148 lb (3242 kg) | 11 000 lb (4990 kg)   | 257 pies (78 m)      |         |
| Ford F-350 Diesel     | Motor diésel         | 7440 lb (3375 kg) | 21 900 lb (9934 kg)   | 263 pies (80 m)      |         |
| Cybertruck Cyberbeast | 3 motores eléctricos | 6843 lb (3104 kg) | 11 000 lb (4990 kg)   | 318 pies (97 m)      |         |

### Bucle Ethernet
La comunicación entre componentes se hace mediante Ethernet, en vez del habitual sistema CAN-Bus, consiguiendo mayor velocidad de transmisión, menor latencia y menos peso.
El vehículo dispone de un bucle Ethernet a 1 Gigabit/s que conecta todos los controladores de alta velocidad. No sigue estrictamente el protocolo Ethernet y se asemeja más a un tipo «token-ring». El proceso está dividido en rodajas de tiempo de una forma altamente determinística para no tener latencia variable. Se consiguen latencias en la escala de milisegundos y sincronizaciones en la escala de microsegundos.
Es bidireccional para tener redundancia. El número de cables se reduce dramáticamente, aunque se incrementa el número de puntos de destino. El peso de los cables se reduce y la longitud de los cables es significativamente más corta. El audio del sistema multimedia circula bidireccionalmente por Ethernet, se procesa para realizar cancelación de ruido y se distribuye a los altavoces, por lo que no hay cables de audio específicos hacia los altavoces. El Model 3 tenía 273 puntos de destino y el Cybertruck 368. El número de cables que cruzan el vehículo bajó de 490 a 155 en el Cybertruck. El cableado de alto voltaje bajó un 84 % con respecto al Model 3. Otro beneficio del bucle Ethernet es la trazabilidad de los errores («debuggability»), ya que todos los datos de todos los componentes sincronizados en el tiempo van a un puerto al que se puede conectar un ordenador y ver todo. Mientras que en sus vehículos anteriores había múltiples CAN-bus, y algunos datos solo aparecían en un bus y no en los otros. La velocidad de transmisión pico de CAN-bus es de 500 kbit/s, mientras que el bucle Ethernet es 200 veces mayor (1 Gbit/s). El software resulta más homogéneo y es más sencillo de desarrollar y corregir. La red está dinámicamente definida por software, en vez de estar definida estáticamente como el CAN-bus. El software puede modificar la ruta de los mensajes y su destino.

### Software
Incorpora el software de Tesla y puede realizar las actualizaciones telemáticas remotas (OTA: Over The Air) periódicas sin tener que llevar el vehículo al taller. Son similares a las que hacen los teléfonos inteligentes con su sistema operativo o sus aplicaciones.
Entre las funciones de serie estaban:
- Sistema de ayuda a la conducción Tesla Autopilot. De serie lleva todos los aparatos HW4 (hardware) para la conducción autónoma (Tesla FSD).
- Sentry mode (Modo centinela): Posibilidad de grabar la señal de video de cuatro cámaras a un pendrive USB actuando como un DVR (Digital Video Recorder) cuando detecta posibles amenazas.
- Dog Mode (modo perro) en el que se puede dejar una mascota dentro del vehículo con el sistema de climatización en una temperatura comfortable y un mensaje de aviso a los peatones en la pantalla.
- Cabin Overheat Protection (protección contra el sobrecalentamiento del habitáculo): Con el coche apagado permite mantener en el habitáculo una temperatura segura durante horas.
- Aplicación de calendario integrada con el calendario del teléfono inteligente. La función de Navegación Automática (Automatic Navigation) inicia en el navegador la ruta habitual a esa hora o la ruta hacia el destino agendado en el calendario.
- Navegador con posibildad de puntos intermedios. Calcula automáticamente el nivel de batería y la hora de llegada a cada punto.
- Notificación de que el destino va a cerrar pronto. El coche avisa que el destino comercial en el navegador va a cerrar pronto o estará cerrado al llegar.
- Rutas alternativas. Al introducir un destino en el navegador se muestran hasta tres rutas indicando los tiempos aproximados. Por defecto el navegador tomará la más rápida, salvo que el conductor seleccione otra en la pantalla.
- Posibilidad de ver en el navegador si un cargador rápido supercharger está fuera de servicio y los postes libres y ocupados.
- Cámara de ángulo muerto. Al poner el intermitente se muestra en la pantalla la vista de la cámara lateral correspondiente.
- Acceso directo a las cámaras del modo centinela. Desde la app de Tesla en el teléfono inteligente se pueden ver las imágenes de las cámaras del vehículo en tiempo real.
- Feeling lucky, Feeling hungry. En el navegador aparecen estos botones que conducen a lugares de interés o restaurantes cercanos.
- Boombox Megaphone proyecta la voz y otros sonidos por el altavoz externo.
- Tesla Theater. Estando aparcado y conectado a WiFi se pueden ver videos de YouTube y Netflix.
- Caraoke. Las letras de las canciones de karaoke se muestran en sincronía con la música.[86]

### Logotipo y accesorios

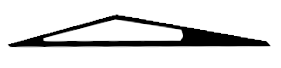
Logo del Cybertruck

Logotipo.

En el Cybertruck no hay logo de Tesla. Hay un logo específico de Cybertruck con las líneas triangulares del perfil de la carrocería y unas letras con el estilo de una pintada grafiti cyberpunk. Tesla creó un ecosistema de productos y accesorios de 48 V alrededor del Cybertruck.
En diciembre de 2023 Tesla ya puso a la venta varios accesorios para el Cybertruck:
- Cybertruck basecamp: Tienda de campaña hinchable para montar en minutos en la caja de la camioneta.
- Cybertruck Color Paint Film: Vinilo de color para cubrir la carrocería.
- Cybertruck Tailgate Ramp: Rampa estrecha para subir a la caja vehículos como una motocicleta.
- Cybertruck OMFG Decal: Lámina adhesiva para pegar en los cristales y simular que han sido golpeados por una bola de acero como el día de la presentación del Cybertruck.[88]
- Modelo a escala 1:18 del Cybertruck.
- Cyberquad para niños.
- Silbato Cyberwhistle.
- Manta Cybersoft. Manta con el logotipo del Cybertruck.[88]

## Presentación

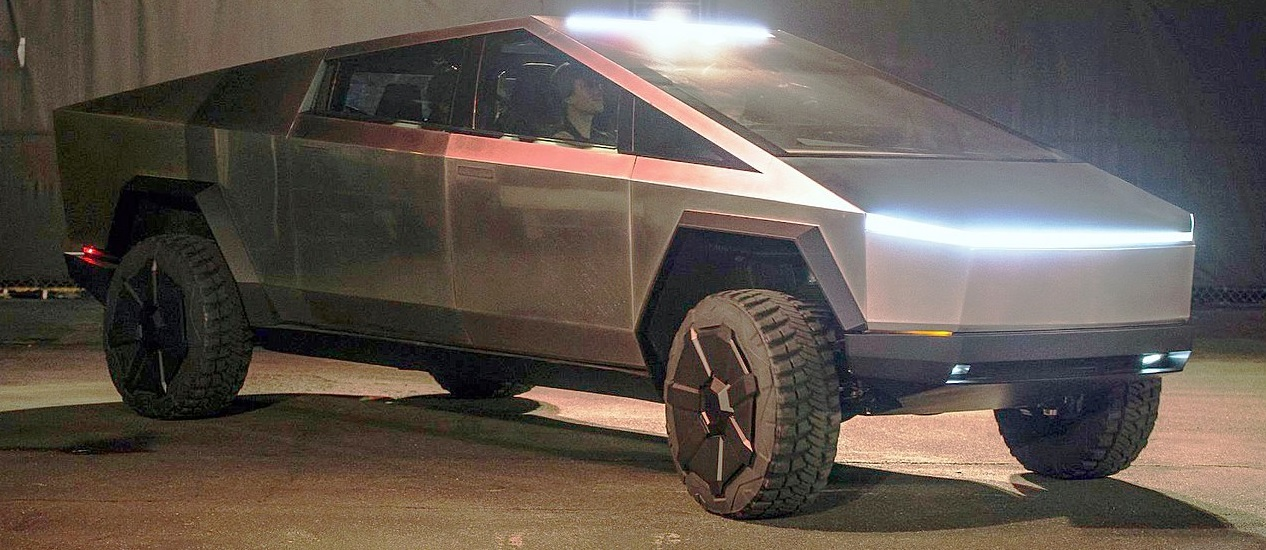
Presentación de la versión modificada por Smnt.

El Cybertruck fue presentado en el Tesla Design Studio en Los Ángeles el 21 de noviembre de 2019. Durante la presentación Musk demostró la dureza del vehículo y sus materiales. Franz von Holzhausen golpeó con un martillo de construcción la puerta del Cybertruck sin producir daños.
Tras unas exitosas pruebas de caídas de bolas de acero sobre cristal Holzhausen lanzó una bola de acero a la ventanilla del conductor y rompió el cristal. Repitió el lanzamiento a la ventanilla trasera y también rompió el cristal sin atravesarlo en ninguno de los casos. Musk comentó que la bola no había atravesado el cristal y que lo corregirían más adelante.
Más tarde Elon Musk explicó que los cristales se habían dañado porque el impacto del martillo había rajado la base del cristal.
Mostraron un video en el que el Cybertruck arrastraba cuesta arriba a una camioneta pickup Ford F-150 en una versión del juego de tira y afloja con soga.
Al final de la presentación apareció un quad llamado Tesla Cyberquad que subió por la rampa desplegada desde el Cybertruck hasta la caja del mismo. El Cyberquad se conectó al enchufe del Cybertruck para cargar sus baterías. Se comentó que el Cyberquad se podría comprar como un paquete opcional en la compra del Cybertruck, pero en 2023 Tesla no tenía planes para su fabricación. En su lugar, Tesla vendía una versión a escala reducida como el juguete Cyberquad para niños.

## Reacciones
La presentación del Cybertruck fue cubierta por los medios tradicionales y blogs y medios de internet y redes sociales. A muchos comentaristas no les gustaron los perfiles angulosos y el diseño radicalmente distinto a lo habitual.
Al día siguiente de la presentación Tesla, Inc. cayó en bolsa un 3 %.
En junio de 2020 se exhibió el prototipo en el museo Petersen Automotive Museum y volvió en noviembre de 2022.

## Producción
A finales de junio de 2023 Franz von Holzhausen condujo un prototipo al Petersen Automotive Museum para un evento.
En julio de 2023 se produjo el primer Cybertruck en la línea de montaje de la Gigafactoría Texas en Austin, Texas. Tesla aclaró que era parte de una producción piloto.
La producción en serie empezó en noviembre de 2023.

### Entregas
A finales de noviembre de 2023 se mostraron Cybertrucks en numerosas tiendas de Tesla.
El 30 de noviembre de 2023 durante el evento de primeras entregas en le Gigafactoría Texas se entregaron las primeras 10 unidades a clientes.
El evento tuvo una duración de 30 minutos e incluyó una demostración en la que el cristal aguantó una pelota de beisbol lanzada por Franz von Holzhausen.
Durante el evento de primeras entregas se resaltó la aceleración del Cybertruck con un video de una «drag race» (carrera de 400 metros en carriles paralelos) en la que el Cybertruck arrastrando un remolque con un Porsche 911 ganó a un Porsche 911. Tesla afirmó que era capaz de acelerar de 0 a 60 millas por hora (97 km/h) en 2.6 segundos
En el evento también se anunciaron especificaciones, precios y disponibilidad de las tres versiones: single-motor RWD, dual-motor AWD, y un tri-motor "Cyberbeast".
El modelo base RWD partía de un precio de 60 990 USD y estaría disponible en 2025. Su autonomía EPA sería de 250 mi (402 kilómetros) y su velocidad máxima sería de 112 millas por hora (180 km/h).
El modelo AWD partía de un precio de 79 990 USD y estaría disponible en 2024. Su autonomía EPA sería de 340 mi (547 kilómetros). Su velocidad máxima sería 112 millas por hora (180 km/h).
El modelo tri-motor Cyberbeast partía de un precio de 99 990 USD y estaría disponible en 2024. Su autonomía EPA sería de 320 mi (515 kilómetros) y su velocidad máxima sería de 130 millas por hora (209 km/h).
Comparados con el evento de lanzamiento en 2019 los precios base fueron sustancialmente más altos (entre 21 000 y 39 000 USD; entre un 52.9 % y un 82.1 % más). De noviembre de 2019 a octubre de 2023 la inflación fue de un 19.6 % en Estados Unidos.

## Disponibilidad
En diciembre de 2023 Tesla confirmó que el Cybertruck solo estaría disponible en Estados Unidos, Canadá y México. No tenía planes para venderlo en otros mercados, ni en Europa, ni en Australia.
La decisión para limitar la disponibilidad del Cybertruck se tomó en mayo de 2022, cuando Tesla dejó de tomar pedidos de clientes fuera de Norteamérica.

## Garantía
La garantía básica del vehículo es de cuatro años o 50 000 millas (80 467 km).
La batería, motor eléctrico y unidad de tracción es de ocho años o 150 000 millas (241 401 km). Esto era más de 30 000 millas (48 280 km) que un Tesla Model Y.

## Mercado potencial
En 2022 se vendieron en Estados Unidos 1.9 millones de camionetas pickup.
| Vehículo            | Unidades | Proporción |
| ------------------- | -------- | ---------- |
| Ford F-Series       | 653 957  |            |
| Chevrolet Silverado | 523 249  |            |
| Ram Pickups         | 468 344  |            |
| GMC Sierra          | 241 522  |            |
| Toyota Tacoma       | 237 323  |            |

En junio de 2023 en Estados Unidos el precio medio de compra de una pickup grande (Full-size Pickup Truck) era de 65 883 USD, el de un coche grande (Full-size Car) era de 48 460 USD, el de un Full-size SUV/Crossover era de 77 942 USD y el de un vehículo eléctrico era de 53 438 USD.
En diciembre de 2023 los precios del Cybertruck eran:
- RWD: 60 990 USD (susceptible de bonificación de 7500 USD)
- AWD dual motor: 79 990 USD (susceptible de bonificación de 7500 USD)
- tri-motor Cyberbeast: 99 990 USD

En octubre de 2023 Musk afirmó que Tesla tenía un millón de reservas, disponía de capacidad para fabricar 125 000 en 2024 y 250 000 en 2025.
El Cybertruck podrá incorporarse a la red de vehículos compartidos Tesla Network para generar ingresos a sus propietarios cuando esté operativa en Estados Unidos y en otros países.

## Reservas
Desde el día de su presentación se podían realizar reservas del Cybertruck pagando US$100 reembolsables si se cancelaban.
El 23 de noviembre de 2019, dos días después de la presentación, Elon Musk anunció en Twitter que se habían realizado 146 000 reservas; el 42 % de dos motores, el 41 % de tres motores y el 17 % de un motor.
El 24 de noviembre Musk afirmó que habían alcanzado las 200 000 reservas y el 27 de noviembre de 2019 alcanzaron las 250 000 reservas.
En enero de 2020, Automobile Magazine nombró al Cybertruck como "Concept Car of the Year" de 2019.
En octubre de 2021, Tesla retiró los precios y especificaciones de la página web del Tesla Cybertruck, pero siguió aceptando depósitos de reserva.
En la junta anual de accionistas de 2022 Elon Musk afirmó que las especificaciones y precios serían diferentes a los anunciados en la presentación de 2019.
En octubre de 2023 Musk afirmó que Tesla tenía un millón de reservas, disponía de capacidad para fabricar 125 000 en 2024 y 250 000 en 2025.
Desde el día de las primeras entregas en noviembre de 2023 el precio del despósito de reserva subió a 250 USD.
Varios clientes de Tesla montaron una página web de seguimiento de los pedidos de Tesla recibiendo datos de la comunidad mediante crowd sourcing. En diciembre de 2023 ya había 50 999 usuarios que habían reportado sus datos de reserva de vehículos Tesla. Analizando esas muestras de los números de reserva asignados, se estimaba que en diciembre de 2023 había 2 118 432 reservas activas del Cybertruck.

## Preocupaciones de seguridad

Explosión del Cybertruck en Las Vegas en 2025

El Cybertruck recibió críticas de grupos de seguridad automovilística, incluyendo el australiano Australasian New Car Assessment Program y el Euro NCAP, por no cumplir los estándares para la seguridad de peatones y ciclistas. Había preocupaciones concretas sobre la dureza del exoesqueleto, que reduciría la zona de compresión de la carrocería. El frontal plano y alto podría aumentar la gravedad de las heridas a las piernas de los peatones.

## Llamadas a revisión
El 19 de abril de 2024, se anunció una llamada a revisión de 3878 Cybertrucks. Según la NHTSA, el pedal del acelerador podría atascarse y provocar una aceleración involuntaria.

## Disrupción
Tesla abandonó el diseño tradicional de las camionetas pickup y diseñó el Cybertruck desde cero creando un vehículo disruptivo con una acumulación de características que no tenía ningún vehículo en el mercado.
- Chasis monocasco exoesqueleto.
- Carrocería de acero inoxidable sin pintar y resistente a balas de 9 mm. a velocidades subsónicas.
- Dirección por cable steer-by-wire.
- Dirección a las cuatro ruedas.
- Sistema de baja tensión de 48 V.
- Sistema de alta tensión de 800 V.
- Batería estructural con celdas 4680.
- Dos gigacastings.
- Sistema de comunicación Ethernet.